# Guettarda lamprophylla
Guettarda lamprophylla là một loài thực vật có hoa trong họ Thiến thảo. Loài này được Urb. mô tả khoa học đầu tiên năm 1931.